# قاعدة (جيولوجيا)

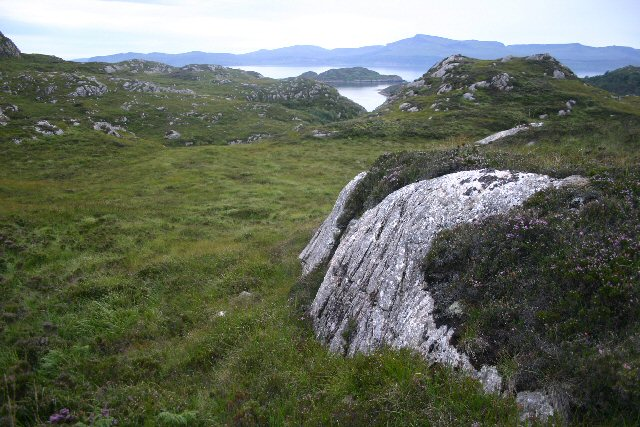
نتوء نايس، صخرة القاعدة، اسكتلندا

القاعدة والقاعدة البلورية جيولوجيًا هي الصخور الموجودة أسفل المنصة الرسوبية أو الغطاء الرسوبي، أو بشكل عام هي أَيَّة صخرة أسفل الصخور الرسوبية أو الأحواض الرسوبية التي هي في الأصل متحولة أو نارية. وبنفس الطريقة، يمكن تسمية الرواسب أو الصخور الرسوبية الموجودة أعلى القاعدة باسم «الغطاء» أو «الغطاء الرسوبي».

## القشرة القارية
الصخر القاعدي هو الأساس السميك للصخر المتحول والبركاني القديم والعتيق، والذي يُشكل قشرة القارات، وغالبًا ما يكون على شكل جرانيت. تتناقض الصخور القاعدية مع الصخور الرسوبية التي تتموضع فوق صخور القاعدة بعد تكوين القارة، مثل الحجر الرملي والحجر الجيري. عادة ما تشكل الصخور الرسوبية التي يمكن ترسبها في أعلى القاعدة قشرة رقيقة نسبيا، ولكن يمكن أن يصل سمكها إلى أكثر من 3 أميال. يمكن أن تكون سماكة صخرة القشرة 20-30 ميلًا، أو أكثر. يمكن أن تقع الصخور القاعدية أسفل طبقات من الصخور الرسوبية، أو قد تكون مرئية على السطح.
قد تكون الصخور القاعدية مرئية، فعلى سبيل المثال، في قاع غراند كانيون، وتتألف من الجرانيت (جرانيت زوروأستير) والشيست (فيشنو شيست) الذي يبلغ عمره من 1.7 إلى ملياري عام. يُعتقد أن صخور فيشنو شيست هي صخور نارية شديد التحوُّل وطفل صفحي، تكونت من البازلت والوحل والصلصال المندفعة من الانفجارات البركانية، والجرانيت هو نتيجة لتطفل الصهارة على صخور فيشنو. جزء كبير من الصخور الرسوبية التي تتموضع فوقها عبر العصور مرئية أيضا.

## عمر
تكون عادةً صخور القاعدة للقشرة القارية أكبر سناً من القشرة المحيطية. يمكن أن يتراوح عمر القشرة المحيطية من 0 إلى 250 مليون سنة، وعادة ما تكون أرق (نحو 10 أميال) وتتكون من الصخور اليازلتية. القشرة القارية أقدم من المحيطية لأن القشرة القارية خفيفة وسميكة بما فيه الكفاية حتى لا يتم طمرها، في حين أن القشرة المحيطية تُطمر بشكل دوري ويتم استبدالها في مناطق الاندساس والتصدع المحيطية.

## تعقيد
غالبًا ما تكون صخور القاعدة متحولة جدًا ومعقدة. قد تتألف من أنواع مختلفة من الصخور النارية المتطفلة والمتحولة. وقد تحتوي أيضًا على أجزاء من القشرة المحيطية التي وقعت بين اللوحات عندما كان التيران يتراكم على حافة القارة. أي قد تكون هذه المواد مطوية، معاد طيها ومتحولة. قد تلج الصخور النارية الجديدة حديثًا القشرة من أسفلها، أو قد تتشكل بطبقة سفلية، حيث تشكل الصخور النارية الجديدة طبقة على الجانب السفلي من القشرة. يقال إن عمر غالبية القشرة القارية على هذا الكوكب يتراوح ما بين مليار إلى ثلاثة ملايير سنة، ومن المفترض أن هناك فترة واحدة على الأقل من التوسع السريع والتراكم للقارات خلال الدهر ما قبل الكمبري.
قد يكون جزء كبير من صخور القاعدة في الأصل قشرة محيطية، ولكن تم تحويله بشدة وتغييره إلى قشرة قارية عبر سلسلة من الأحداث. نمط نموذجي هو على النحو التالي. من الممكن أن تندس القشرة المحيطية في وشاح الأرض، على جبهات الاندساس، حيث يتم دفع القشرة المحيطية إلى داخل الوشاح بواسطة صفيحة عليا من القشرة المحيطية أو القارية.

## البراكين
عندما يتم اندساس صفيحة من القشرة المحيطية أسفل صفيحة مهيمنة من القشرة المحيطية، حيث تذوب القشرة تحت الدَسر، فإنها يمكن أن تسبب موجات متقلبة من الصهارة التي يمكن أن تسبب البركانية على طول جبهة الاندساس على الصفيحة المهيمنة. هذا ينتج سلسلة محيطية من البراكين، مثل اليابان. يؤدي هذا النشاط البركاني إلى تحول الصخور، واختراقات الصهارة التي تنتج الصخور مثل الجرانيت، ويُثَخِّن القشرة عن طريق إيداع طبقات إضافية من الصخور من البراكين. وهذا يؤدي إلى جعل القشرة أخف وزنا وأكثر سمكًا، مما يجعلها محصنة ضد الاندساس.

## كراتونات
يمكن أن تتكون العديد من القارات من عدة كراتونات قارية - كتل من القشرة مبنية حول قلب أصلي أولي من القارات - والتي نمت وتوسعت تدريجياً مع إضافة تضاريس أرضية جديدة تم إنشاؤها حديثًا إلى أطرافها. على سبيل المثال، تألفت بانجيا من معظم قارات الأرض التي تراكمت في قارة عملاقة واحدة. تشمل معظم القارات، مثل آسيا وإفريقيا وأوروبا، العديد من الهراوات القارية، حيث تشكلت بتراكم العديد من القارات الأصغر.

## استعمال
تشير القاعدة عمومًا في الجيولوجيا الأوروبية إلى صخور أقدم من الحركة الأوريجينية الفاريسيكية. أودعت على رأس هذه القاعدة العتيقة متبخرات العصر البرمي والحجر الجيري من حقبة الحياة الوسطى. شكلت المتبخرات منطقة ضعيفة تمكن الغطاء الحجر الجيري الأصعب (الأقوى) من تحريكها في القاعدة الصلبة، مما يجعل التمييز بين القاعدة والغطاء أكثر وضوحًا.
تشير القاعدة في جيولوجيا الأنديز إلى وحدات صخور دهر الطلائع، حقبة الحياة القديمة وأوائل الدهر الوسيط (الترياسي إلى العصر الجوراسي) كقاعدة تسلسل الأنديز من أواخر الدهر الوسيط وحقبة الحياة الحديثة وضعت بعد بداية الاندساس على طول الحافة الغربية لصفيحة أمريكا الجنوبية.
عند الحديث عن الحزام البركاني العابر للمكسيك في المكسيك فإن القاعدة تشمل صخور دهر الطلائع وحقبة الحياة القديمة والدهر الوسيط ا لتيران أواكساكويا وميكستيكو وغيريرو على التوالي.
يستخدم مصطلح القاعدة في الغالب في تخصصات الجيولوجيا مثل جيولوجيا الأحواض، وعلم الترسبات والجيولوجيا البترولية حيث لا تكون القاعدة البلورية (عادة ما قبل الكمبري) ذا أهمية لأنه نادرًا ما تحتوي على نفط أو غاز طبيعي. يستخدم المصطلح «القاعدة الاقتصادية» أيضًا لوصف الأجزاء الأعمق من تسلسل الغطاء التي ليست لها أي مصلحة اقتصادية.